# Kevin Tuite
Kevin Tuite (ur. 3 kwietnia 1954 w South Bend) – amerykańsko-kanadyjski antropolog kultury, językoznawca oraz kaukazolog. 

## Życiorys
Jest absolwentem chemii na Uniwersytecie Północno-Zachodnim oraz językoznawstwa na Uniwersytecie Chicagowskim. Pełni funkcję profesora na kanadyjskim Uniwersytecie Montrealskim, ma obywatelstwo amerykańskie i irlandzkie. 
Specjalizuje się w kartwelistyce, w której to dziedzinie prowadzi badania od 1985. 
Posługuje się płynnie językiem angielskim, francuskim i gruzińskim oraz w stopniu dobrym zna niemiecki, rosyjski i hiszpański.

## Ważniejsze prace
- Kartvelian Morphosyntax. Number agreement and morphosyntactic orientation in the South Caucasian languages (w: Studies in Caucasian Linguistics, nr 12); München 1998 Lincom Europa.
- Svan (seria Languages of the World, część 139); München 1997 Lincom Europa
- An anthology of Georgian folk poetry; Madison 1994 Fairleigh Dickinson University Press.